# 美作江見駅
美作江見駅（みまさかえみえき）は、岡山県美作市川北にある、西日本旅客鉄道（JR西日本）姫新線の駅である。

## 歴史
- 1934年（昭和9年）11月28日：鉄道省姫津西線（現・姫新線）の終着駅として開設[1]。
  - 当時の所在地表示は岡山県英田郡江見町[注 1]川北であった[1]。
- 1936年（昭和11年）
  - 4月8日：当駅 - 姫津東線佐用駅間開通（現在の姫新線に当たる路線が全通）。姫津西線は姫津線の一部となり、当駅もその所属となる。 同時に途中駅となる。
  - 10月10日：姫津線が姫新線の一部となり、当駅もその所属となる。
- 1973年（昭和48年）3月12日：貨物取扱廃止[1]。
- 1985年（昭和60年）3月14日：荷物扱い廃止[1]。
- 1986年（昭和61年）11月1日：無人駅化[2]。
- 日付不明：簡易委託駅化。
- 1987年（昭和62年）4月1日：国鉄分割民営化に伴い、JR西日本の駅となる[1]。
- 2009年（平成21年）
  - 8月10日：台風9号に伴う被害で当駅から佐用方が不通となり、津山方面からの列車がこの駅で折返すこととなる。8月12日より佐用方面はバス代行開始[3]。
  - 10月5日：台風9号の被害で不通となっていた佐用方面への運転が再開された。これに伴いバス代行は終了[4]。

## 駅構造
相対式ホーム2面2線を有する列車交換可能な地上駅。木造駅舎を備える。駅舎側ホームが2番線となっており、1番線は駅舎反対側のホームである。両ホームは佐用寄りにある構内踏切で連絡している。
津山駅管理の簡易委託駅。窓口で乗車券を販売している。

### のりば
| のりば | 路線   | 方向 | 行先           | 備考                    |
| ------ | ------ | ---- | -------------- | ----------------------- |
| 1      | 姫新線 | 下り | 津山・新見方面 | 折り返し列車は2番のりば |
| 2      | 姫新線 | 上り | 佐用方面       |                         |

- 本項ではJR西日本公式サイト全域路線図[5]に従い路線記号・ラインカラーを表記しているが、実際の駅構内の主だった旅客案内には、2023年3月ダイヤ改正時に時刻表見出しと停車駅案内図に使用されたのが初めてだった。
- 当駅には全列車が停車する。また、津山駅 - 当駅間の区間系統が設定されている。

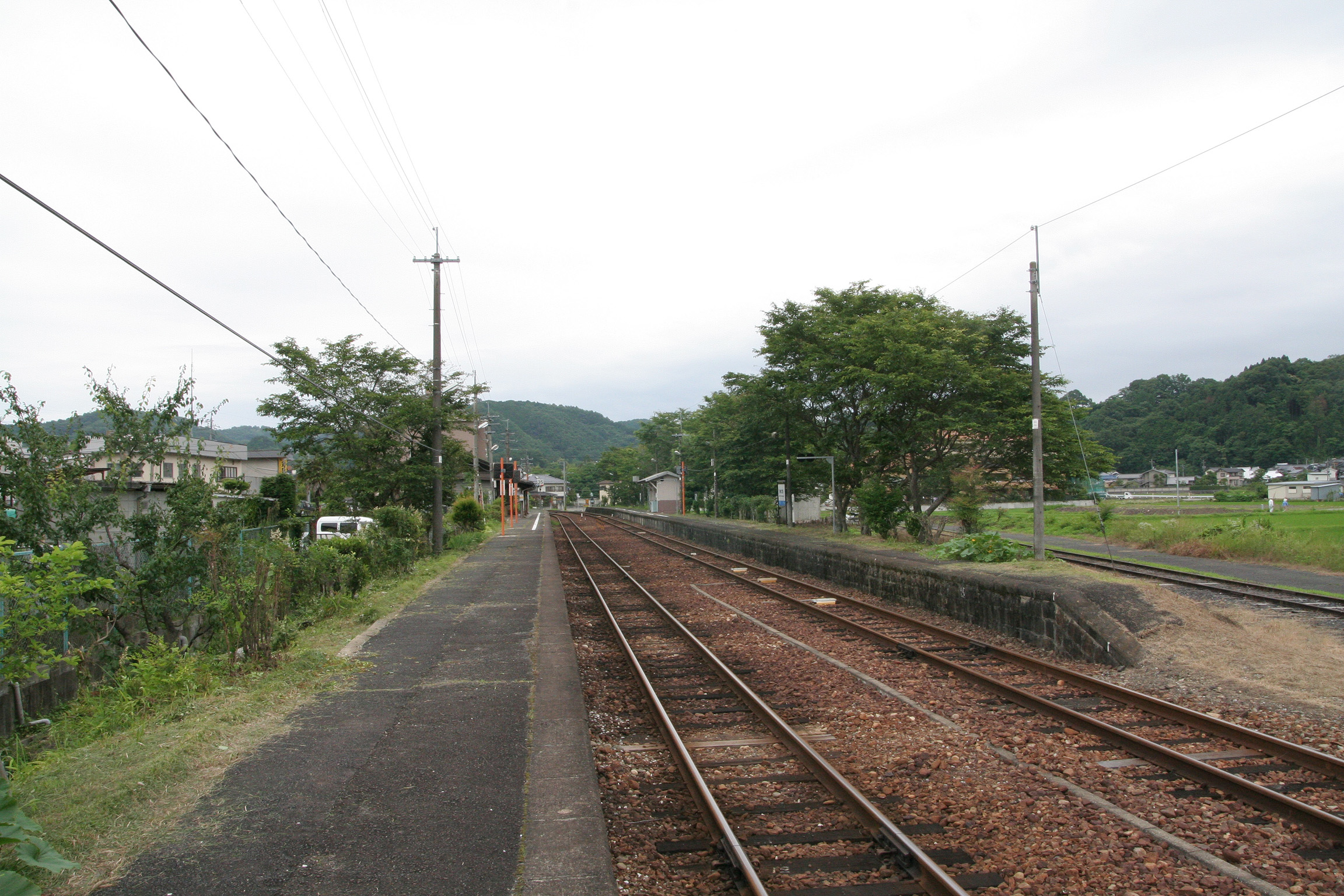
構内（2008年6月）
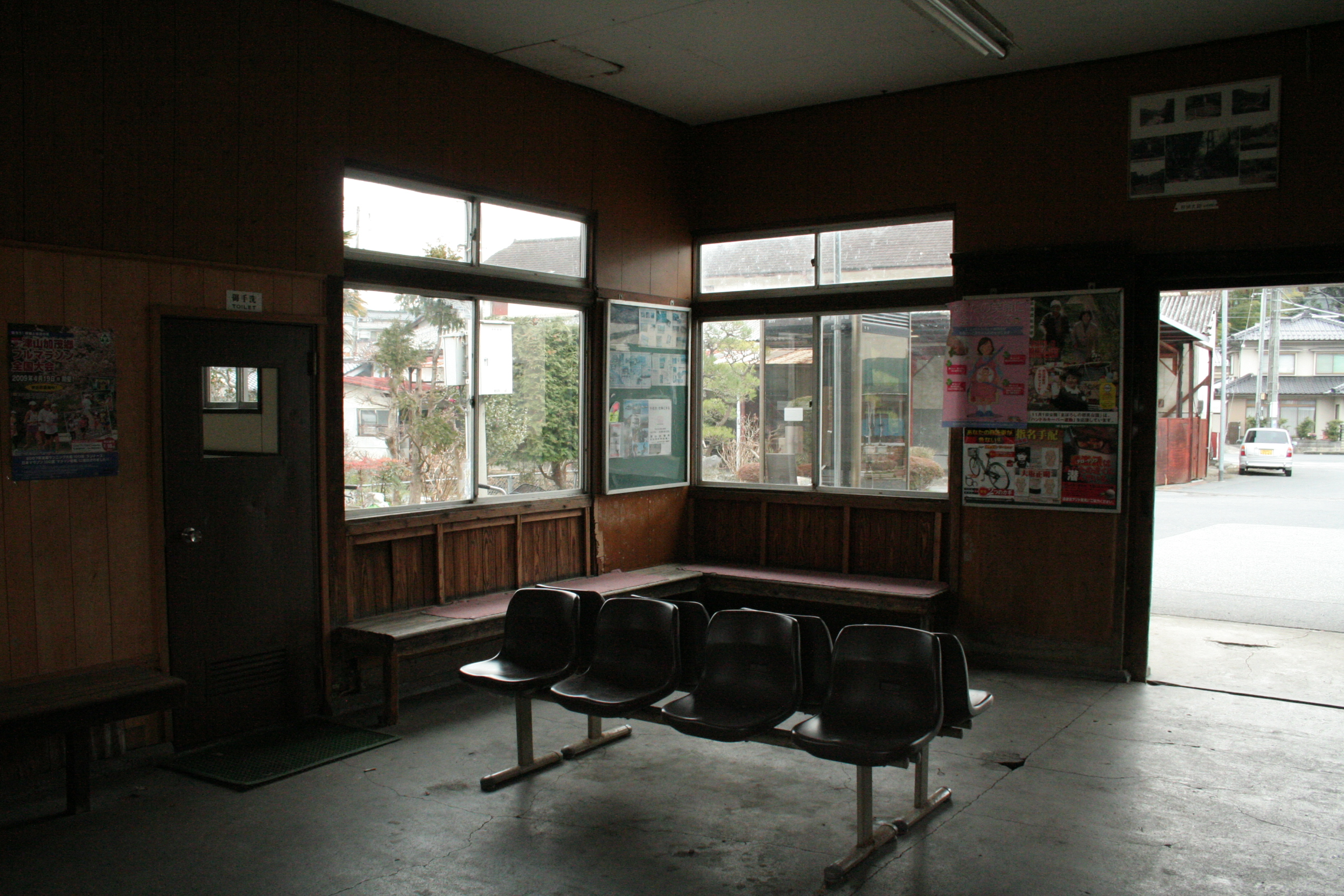
木造駅舎内部にある待合室
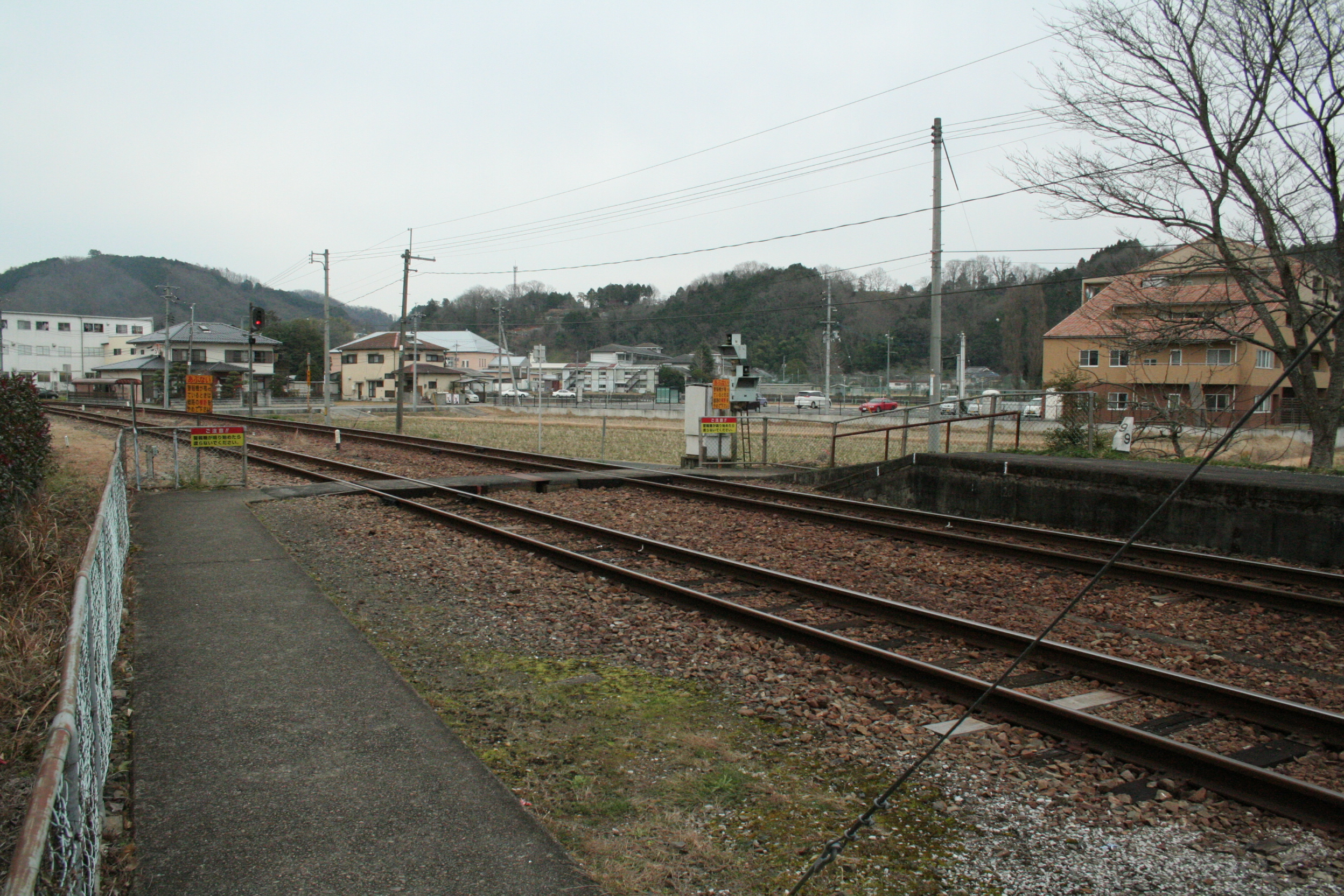
ホーム東端にある構内踏切
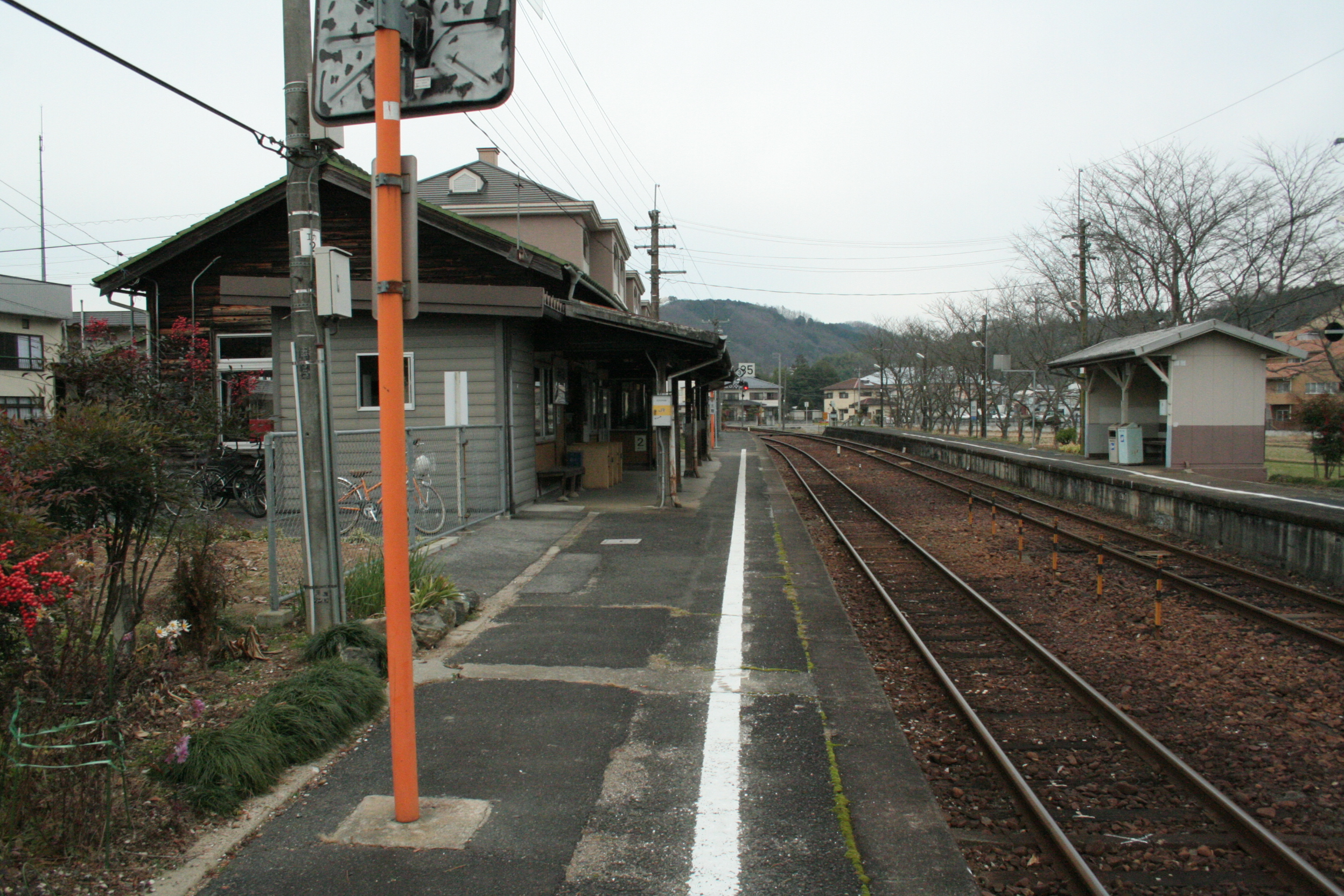
2番線ホーム西側から見た上下線ホーム

## 利用状況
近年の1日平均乗車人員の推移は以下の通り。
| 乗車人員推移 | 乗車人員推移 |
| 年度         | 1日平均人数  |
| ------------ | ------------ |
| 1999         | 129          |
| 2000         | 100          |
| 2001         | 105          |
| 2002         | 91           |
| 2003         | 84           |
| 2004         | 85           |
| 2005         | 84           |
| 2006         | 75           |
| 2007         | 60           |
| 2008         | 56           |
| 2009         | 61           |
| 2010         | 62           |
| 2011         | 60           |
| 2012         | 61           |
| 2013         | 68           |
| 2014         | 52           |
| 2015         | 53           |
| 2016         | 55           |
| 2017         | 62           |
| 2018         | 53           |
| 2019         | 51           |
| 2020         | 52           |
| 2021         | 56           |

## 駅周辺
- 作東郵便局
- 美作市作東総合支所
- 美作市立作東中学校
- 中国自動車道 作東バスストップ
- 国道179号
- 岡山県道5号作東大原線
- 美作共同バス「江見駅前」停留所
- ゴダイドラッグ 美作江見店

## その他
- 2008年（平成20年）放送のドラマ「バッテリー」（NHK）で新田（）駅として使用された[7]。
- 2012年（平成24年）放送の「第一生命」のTVCM「知っておいていただきたいこと・風景」篇で、「誰もが抱く大切な風景としてピッタリだった」として撮影に使用（「美作江見駅」のままで使用）された[7][8][9][注 2]。

## 隣の駅
西日本旅客鉄道（JR西日本）
 姫新線
■快速
上月駅 - 美作江見駅 - 林野駅
■普通
美作土居駅 - 美作江見駅 - 楢原駅